# Clifton River (Dominica)
Der Clifton River ist ein Fluss an der Westküste von Dominica. Er verläuft im Parish St. John und mündet in Clifton ins Karibische Meer.

## Geographie
Der Clifton River entspringt im Gebiet von Francois Estate (⊙) und verläuft zunächst nach Westen, biegt aber bald darauf nach Südwesten. Er bekommt einen Zufluss von links und Süden bei Fond Joco und fließt von da stetig nach Westen und mündet am südlichen Rand von Clifton ins Meer. Nach Norden schließen sich die Einzugsgebiete von Marceau Bay Gutter und Taffia River an und nach Süden das Einzugsgebiet des Lamothe River. Der ganze Fluss ist nur ca. 2,66 km lang.